# Hans Adam II.
Hans Adam II. (celým jménem Johannes Adam Ferdinand Alois Josef Maria Marko d'Aviano Pius von und zu Liechtenstein; 14. únor 1945 Curych, Švýcarsko) je vládnoucí lichtenštejnský kníže, syn lichtenštejnského knížete Františka Josefa II. (1906–1989) a jeho manželky hraběnky Georginy von Wilczek. Podle ústavy lichtenštejnského státu má rovněž nárok na tituly vévody opavského a krnovského.

## Rozsah moci a funkce
Lichtenštejnský kníže má poměrně rozsáhlé pravomoci. Referendum o zvýšení pravomocí knížete bylo schváleno v roce 2003 celostátním hlasováním. Změny zabraňují knížeti vetovat jakýkoli zákon, který by případně zaváděl republiku. Kníže apeloval na veřejnost a varoval před zrušením systému monarchie, a uvedl, že pokud zákon nebude schválen, pak nevidí důvod v zemi dále zůstávat a přestěhuje se i s rodinou na své panství v Rakousku.
V roce 2003 navrhl kníže nové znění lichtenštejnské ústavy, jež bylo mnoha kritiky označeno jako krok zpět k absolutismu, což se však nepotvrdilo. Jeho návrh ústavy spojuje prvky konstituční monarchie a přímé demokracie. Kníže má sice právo vetovat zákony a rozpustit parlament, ale parlament, vláda nebo občané mají právo vyhlásit referendum a o sporné otázce hlasovat. Panujícího knížete mohou přehlasovat, a pokud nebudou spokojeni s jeho vládou, mohou požádat rod Lichtenštejnů o změnu panovníka na trůnu nebo mohou monarchii i zrušit. Návrh knížete byl schválen v referendu o ústavě roku 2003 většinou obyvatelstva (64,3 %), dalších 20 % chtělo knížeti ponechat jeho dosavadní pravomoci a jen výrazná menšina chtěla jeho pravomoci omezit.
Citát z rozhovoru Jeho knížecí Jasností s Ladislavem Kahounem z BBC: „Kdo si dá práci porovnat starou ústavu s tou novou, uvidí, že vládnoucí kníže se vzdal některých pravomocí, aby posílil demokracii a úlohu práva. Problémem bylo, že někteří politici a politické strany chtěli mít tuto přidanou část moci pro sebe, nikoli pro lid. V lidovém hlasování pouze 16 % voličů podporovalo tuto stranickou linii, 20 % chtělo zachovat starou ústavu, která dávala vládnoucímu knížeti více práv a 64 % hlasovalo pro nový návrh.“ 
15. srpna 2004 stanovil Jan Adam II. jako nástupce svého syna dědičného prince Aloise a předal mu správu nad státními záležitostmi s tím, že dává moc mladé generaci. Formálně ale Jan Adam II. zůstává stále hlavou státu.
Je čestným členem K.Ö.H.V. Nordgau Vídeň v ÖCV a K.D.St.V. Nordgau-Praha v Koblenci v CV. Kromě toho je čestným protektorem Lichtenštejnské akademické asociace Rheinmark.

## Život
Jan Adam II. se narodil roku 1945 jako syn knížete Františka Josefa II. z Lichtenštejna (1906–1989) a jeho ženy kněžny Giny (1921–1989) v Curychu. Vyrůstal s rodiči v knížecím paláci ve Vaduzu. Absolvoval obecnou školu tamtéž, poté navštěvoval Skotské gymnázium ve Vídni. Roku 1960 chodil na gymnázium v Zuozu, kde ukončil studium složením švýcarské a německé maturity. Absolvoval následně praxi v jedné londýnské bance. Roku 1969 ukončil studium na Univerzitě v sv. Havlu, kde nabyl licenciát v oblasti podnikového a národního hospodářství. Zajímavostí je, že diplomovou práci napsal na téma využití počítačů v bankovnictví.
A právě knížecím rodem vlastněná Bank in Liechtenstein byla jeho prvním úkolem poté, co mu jeho otec roku 1970 uložil provést reorganizaci rodinného majetku, který byl v nedobrém stavu od konfiskace majetku Lichtenštejnů v Československu v roce 1945. Kníže vyměnil správní radu, kde neváhal odvolat své příbuzné (někteří se s ním pak soudili), najal schopné manažery a změnil strategii banky (dnes LGT Bank). Tím položil základy k dnešnímu bohatství rodu Lichtenštejnů (nejbohatší panovnický rod v Evropě, podle Forbes vlastní majetek v hodnotě 5 miliard dolarů). Další reformy korunní princ Hans Adam provedl v podnicích a nemovitostech, které jeho rod vlastnil v Rakousku. Aby se zbavil tíživých úvěrů, prodal některé nemovitosti.
V 80. letech 20. století začal investovat ve Spojených státech amerických. Zejména zde investoval do pěstování geneticky upravené kukuřice a jeho firma RiseTec je jejím největším producentem (nyní tato firma investuje i v Jižní Americe a Indii). Před rozpadem Sovětského svazu korunní princ Hans Adam II. posílil investice v USA z obavy, že rozpad sovětského impéria může vést k jeho útoku na západní Evropu a knížecí rod přijde o svůj majetek již potřetí v pořadí (v 15. století v Dolním Rakousku, 1945 v ČSR).
Od roku 1984 byl princ pověřen svým otcem plněním úkolů hlavy státu. V této roli usiloval o větší viditelnost Lichtenštejnska na mezinárodním poli, o členství v OSN a zapojení do Evropského hospodářského společenství. Všechny tyto cíle se mu podařilo splnit. V roce 1990 se Lichtenštejnsko stalo 160. členem OSN, od roku 1995 je členem EEA a WTO, přes odpor mnoha domácích politiků. Zejména zapojení knížectví do bezcelního obchodu s členskými zeměmi dnešní Evropské unie bylo důležité pro malou exportně orientovanou zemi. Téměř 40 % HDP Lichtenštejnska tvoří špičkový průmysl, což je více než např. v České republice, Německu nebo Rakousku. Nejznámějšími lichtenštejnskými firmami jsou HILTI, Thysen KruppPresta nebo Öerlikon-Balzers.
V domácí politice se kníže zaměřil na posílení demokracie implementací přímé demokracie (referenda, zákonná iniciativa), které oslabily vliv politické oligarchie. Další kroky vedly k zefektivnění státní správy a obecní samosprávy, podpoře podnikání a vzdělání.
V roce 2007 vydal knihu Stát ve třetím tisíciletí, která vyšla v angličtině, o rok později v němčině a roku 2011 v češtině (Nakladatelství Grada). Do roku 2015 vyšla v 15 jazycích. Kniha obsahuje velmi zajímavé názory a návrhy knížete na řešení problémů států ve 3. tisíciletí. Většinu navrhovaných opatření se mu s úspěchem podařilo realizovat v Lichtenštejnském knížectví.
Mezi jeho úspěchy je možné zařadit obnovení diplomatických styků s Českou republikou po 64 letech od jejich přerušení v roce 1945. Lichtenštejnsko a Československo diplomatické styky navázaly v srpnu 1938 a nikdy je ani jedna strana nepřerušila (knížectví neuznalo vznik Protektorátu Čechy a Morava), ale od konfiskace majetku 38 lichtenštejnských občanů v roce 1945 byly tyto styky latentní až do 18. září 2009. Od té doby se tyto styky rozvíjejí, ale nevyřešenou zůstává otázka poválečných konfiskací, se kterými lichtenštejnská vláda nesouhlasí.
Lichtenštejnsko bylo za obou světových válek neutrální. V době druhé světové války mu několikrát hrozila anexe ze strany Třetí říše. Ačkoli se Lichtenštejnové nebyli nacisty a nekolaborovali s okupačním režimem, jak prokázal v letech 2011-2014 výzkum česko-lichtenštejnské komise historiků. Lichtenštejnové prokazatelně chránili své české zaměstnance v protektorátu. Přestože občané Lichtenštejnska měli národnost lichtenštejnskou, byli všichni v roce 1945 označeni za Němce a jejich majetek byl zkonfiskován podle dekretů prezidenta republiky. ČSR se naproti tomu vstřícně stavělo k občanům německé národnosti Švýcarska, dokonce i Rakouska a dalších zemí.
Zajímavé je, že již v letech 1945-1948 si československé úřady byly vědomy toho, že konfiskace byly z pohledu domácího i mezinárodního práva nezákonné, a že lichtenštejnské občany bude nutné odškodnit. Ministerstva financí a zahraničních věcí ČSR jednaly v únoru 1945 již jen o výši odškodnění, ale únorový komunistický puč ho znemožnil. Kníže Hans Adam II. opakovaně prohlásil, že se nevzdává nároku na majetek svého rodu v České republice. Nechce se o tento majetek soudit, ale doufá, že české úřady jednoho dne uznají, jaké bezpráví se lichtenštejnským občanům dostalo roku 1945 a budou tento problém chtít řešit.
Mateřským jazykem knížete je němčina, ale mluví také plynně anglicky a francouzsky. Po smrti otce roku 1989 převzal vládu jako Jan Adam II. Formálně se hlavou státu stal složením přísahy v roce 1990.

## Soukromý majetek
Kníže Jan Adam II. vlastní rozsáhlou uměleckou sbírku, části z nich jsou vystaveny ve Vaduzu a Vídni. Jednání probíhají i v souvislosti s rodovým majetkem na Moravě.
V prosinci 2006 proběhla médii zpráva, že Jan Adam II. je jednou z nejbohatších hlav států na světě. Soukromý majetek knížete má hodnotu téměř 5 miliard amerických dolarů.
Významnou částí majetku rodu jsou umělecké sbírky. Ačkoliv jeho otec kníže František Josef II. musel některá cenná díla po roce 1945 prodat, aby zajistil financování státu a rodu, knížeti Hansi Adamovi II. se podařilo sbírku rozšířit téměř o polovinu. Dobré hospodaření mu umožnilo opravit Lichtenštejnský palác ve vídeňské Fürstengasse a v roce 2004 v něm otevřít Lichtenštejnské muzeum (uzavřeno bylo od roku 1940). V roce 2013 byla dokončena oprava i tzv. Majorátního paláce Lichtenštejnů v ulici Bankgasse. Obě rekonstrukce stály více než 100 milionů EUR.

## Rodina
30. července 1967 se ve Vaduzu oženil s hraběnkou Marii Aglaë, hraběnku Kinskou z Vchynic a Tetova, narozenou v Praze (1940).
Společně mají čtyři děti:
- Korunní princ Alois (* 11. června 1968), ženatý s vévodkyní Sophií Bavorskou. Mají 3 syny a 1 dceru.
- Princ Maxmilián (* 16. května 1969), ženatý s Angelou Brownovou (* 1958). Mají jednoho syna, Alfonse Constantina Mariu (* 18. května 2001).
- Princ Konstantin (15. březen 1972 – 5. prosinec 2023), byl ženat s hraběnkou Marií z Kalnoky (* 1974). Měli jednoho syna, Mořice Emanuela Mariu (* 27. května 2003) a jednu dceru, Georginu Maxmilianu Taťánu Marii (* 23. července 2005).
- Princezna Taťána Nora Marie (* 10. duben 1973) je vdaná za Philippa z Lattorffu (* 1968). Mají šest dětí: Lukáše Mariu (* 13. května 2000), Alžbětu Marii Andělu (* 25. ledna 2002), Marii Terezu (* 18. ledna 2004), Kamilu Marii Kateřinu (* 14. listopadu 2005), Annu Piu Terezii Marii (* 3. srpna 2007) a Žofii Kateřinu Marii (* 30. října 2009).

## Kniha a názory
Kníže Hans Adam napsal politické pojednání „Stát ve třetím tisíciletí“ (Der Staat im dritten Jahrtausend. van Eck Verlag, Triesen 2009. ISBN 978-3-905881-03-5. Anglické vydání: The State in the Third Millenium. van Eck Verlag, Triesen 2009. ISBN 978-3-905881-04-2), které bylo publikováno mezinárodní veřejnosti na konci roku 2009. V knize obhajuje trvající význam národních států coby politických aktérů. Hájí demokracii jako nejlepší formu vlády, a předpokládá, že Čína a Rusko se postupně transformují, což ovšem bude ještě dlouhý a složitý proces. Také se vyjadřuje o své roli hlavy státu v knížectví jako něco, co má velký smysl a legitimitu, ovšem jen za předpokladu souhlasu lidu. Tvrdí dále, že vláda státu se má omezit a soustředit pouze na malou část úkolů, a říká, že lid "má osvobodit stát od všech nepodstatných úkolů a zátěží, kterými byl obtěžkán během posledních sta let, a který stát vzdálil od jeho hlavních dvou úkolů: zachovávání vlády práva a zahraniční politiky”.
V rozhovoru zaznamenaném v listopadu 2010, kníže Hans Adam prohlásil, že pokud by byl americkým občanem, byl by členem hnutí Tea Party. Rovněž zmínil jisté aspekty americké ústavy, ve kterých spatřuje, jako například nedostatek přímé demokracie. A na závěr také řekl: „Sedím zde a vděčím za to Američanům, kteří nás zachránili během druhé světové války a studené války. Proto jsem jim velice vděčný.“ („I am sitting here and that’s because Americans saved us during World War II and during the Cold War. So I am very grateful to them.“) 

## Citáty

### Německo-lichtenštejnské vztahy

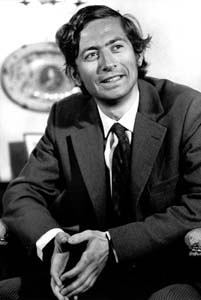
Hans Adam v roce 1974

| „ | Pokud se týká německo-lichtenštejnských vztahů, stále čekáme na lepší časy, přičemž jsem optimistický, neboť v uplynulých dvou stoletích jsme zdárně přečkali již tři německé říše a já věřím, že přežijeme i tu čtvrtou. Was die deutsch-liechtensteinischen Beziehungen betrifft, warten wir hier auf bessere Zeiten, wobei ich zuversichtlich bin, denn in den vergangenen zweihundert Jahren haben wir immerhin schon drei Deutsche Reiche überlebt, und ich hoffe, wir werden auch noch ein viertes überleben. | “ |

### Vyjádření k bankovnímu tajemství
| „ | Je to právě Německo, kdo by se měl držet zpátky, neboť jsme to byli my a Švýcarsko, kteří jsme díky bankovnímu tajemství zachránili mnoho lidí, zejména Židů. Německo by se mělo chytnout za nos a zamyslet se nad vlastní minulostí. Mnoho rodin se mohlo vykoupit díky penězům, které měly uložené ve Švýcarsku nebo Lichtenštejnsku a zachránit se tak. V komunistických státech to bylo podobné, bankovní tajemství zachránilo mnoho životů a zachraňuje dodnes. Tím mám na mysli některé země Třetího světa, spravované diktaturami. Kromě toho mají Německo a mnoho dalších států neuvěřitelný chaos ve svých veřejných financích. Ty si nejdříve musí uspořádat. Dosud s tím skoro nic neudělaly. Finanční krach je toho jasným důsledkem. Mně je často předhazováno, že jsem příliš málo diplomatický. Je to proto, že z vlastní zkušenosti vím, že s takovými lidmi je třeba jednat pouze zcela jasnou řečí. Gerade Deutschland muss man entgegenhalten, dass wir und die Schweiz mit dem Bankgeheimnis vielen Menschen, besonders Juden, das Leben gerettet haben. Deutschland sollte sich an der eigenen Nase nehmen und an seine Vergangenheit denken. Zum Teil konnten sich die Familien mit dem Geld, das sie in der Schweiz oder Liechtenstein hatten, freikaufen und sich so retten. Das war in kommunistischen Staaten ähnlich, das Bankgeheimnis hat Leben gerettet und rettet auch heute noch Leben. Ich denke dabei an manche Drittweltländer, die teilweise von blutrünstigen Diktaturen regiert werden. Ausserdem haben Deutschland und viele andere Staaten ein unglaubliches Durcheinander mit ihren Staatsfinanzen. Diese müssen sie erst einmal in Ordnung bringen. Dazu sind sie bis jetzt unfähig gewesen. Der Finanzcrash ist im Wesentlichen auf diese erschreckende Unfähigkeit zurückzuführen. Mir wird manchmal vorgeworfen, zu wenig diplomatisch zu sein. Aber ich habe die Erfahrung gemacht, dass solche Leute nur eine klare Sprache verstehen. | “ |

## Titulatura, oslovení a znak

Znak knížecí rodiny

Plný titul Hanse Adama II. je podle lichtenštejnského zákona následující:
Jeho Jasnost Hans-Adam II. kníže z a na Lichtenštejnu, vévoda opavský a krnovský, hrabě rietberský, panovník domu z a na Lichtenštejnu. (německy Seine Durchlaucht Hans-Adam II. Fürst von und zu Liechtenstein, Herzog von Troppau und Jägerndorf, Graf zu Rietberg, Regierer des Hauses von und zu Liechtenstein.
Všichni členové panovnického domu jsou oslovováni Jasnost (něm. Durchlaucht) a jsou oprávněni užívat znaku knížecí rodiny.

## Vývod z předků
|               |                                         |  |                        |                                                    |  |  |  |  |  |  |  | František Jáchym z Lichtenštejna |
|               |                                         |  |                        |                                                    |  |  |  |  |  |  |  |                                  |
|               | Alfred von und zu Liechtenstein         |  |                        |                                                    |  |  |  |  |  |  |  |                                  |
|               |                                         |  |                        |                                                    |  |  |  |  |  |  |  |                                  |
|               |                                         |  |                        | Eva Josefina Julie Potocká                         |  |  |  |  |  |  |  |                                  |
|               |                                         |  |                        |                                                    |  |  |  |  |  |  |  |                                  |
|               | Alois Adolf z Lichtenštejna             |  |                        |                                                    |  |  |  |  |  |  |  |                                  |
|               |                                         |  |                        |                                                    |  |  |  |  |  |  |  |                                  |
|               |                                         |  |                        | Alois II. z Lichtenštejna                          |  |  |  |  |  |  |  |                                  |
|               |                                         |  |                        |                                                    |  |  |  |  |  |  |  |                                  |
|               | Henrieta Marie z Lichtenštejna          |  |                        |                                                    |  |  |  |  |  |  |  |                                  |
|               |                                         |  |                        |                                                    |  |  |  |  |  |  |  |                                  |
|               |                                         |  |                        | Františka Kinská z Vchynic a Tetova                |  |  |  |  |  |  |  |                                  |
|               |                                         |  |                        |                                                    |  |  |  |  |  |  |  |                                  |
|               | František Josef II.                     |  |                        |                                                    |  |  |  |  |  |  |  |                                  |
|               |                                         |  |                        |                                                    |  |  |  |  |  |  |  |                                  |
|               |                                         |  |                        | František Karel Habsbursko-Lotrinský               |  |  |  |  |  |  |  |                                  |
|               |                                         |  |                        |                                                    |  |  |  |  |  |  |  |                                  |
|               | Karel Ludvík Habsbursko-Lotrinský       |  |                        |                                                    |  |  |  |  |  |  |  |                                  |
|               |                                         |  |                        |                                                    |  |  |  |  |  |  |  |                                  |
|               |                                         |  |                        | Žofie Frederika Bavorská                           |  |  |  |  |  |  |  |                                  |
|               |                                         |  |                        |                                                    |  |  |  |  |  |  |  |                                  |
|               | Alžběta Amálie Habsbursko-Lotrinská     |  |                        |                                                    |  |  |  |  |  |  |  |                                  |
|               |                                         |  |                        |                                                    |  |  |  |  |  |  |  |                                  |
|               |                                         |  |                        | Michal I. Portugalský                              |  |  |  |  |  |  |  |                                  |
|               |                                         |  |                        |                                                    |  |  |  |  |  |  |  |                                  |
|               | Marie Tereza Portugalská                |  |                        |                                                    |  |  |  |  |  |  |  |                                  |
|               |                                         |  |                        |                                                    |  |  |  |  |  |  |  |                                  |
|               |                                         |  |                        | Adelaida z Löwenstein-Wertheim-Rosenbergu          |  |  |  |  |  |  |  |                                  |
|               |                                         |  |                        |                                                    |  |  |  |  |  |  |  |                                  |
| Hans Adam II. |                                         |  |                        |                                                    |  |  |  |  |  |  |  |                                  |
|               |                                         |  |                        |                                                    |  |  |  |  |  |  |  |                                  |
|               |                                         |  | Johann Nepomuk Wilczek |                                                    |  |  |  |  |  |  |  |                                  |
|               |                                         |  |                        |                                                    |  |  |  |  |  |  |  |                                  |
|               | Johann Nepomuk Maria Wilczek            |  |                        |                                                    |  |  |  |  |  |  |  |                                  |
|               |                                         |  |                        |                                                    |  |  |  |  |  |  |  |                                  |
|               |                                         |  |                        | Emma Maria Emo Capodilista                         |  |  |  |  |  |  |  |                                  |
|               |                                         |  |                        |                                                    |  |  |  |  |  |  |  |                                  |
|               | Ferdinand Maria von Wilczek             |  |                        |                                                    |  |  |  |  |  |  |  |                                  |
|               |                                         |  |                        |                                                    |  |  |  |  |  |  |  |                                  |
|               |                                         |  |                        | Ferdinand Bonaventura Kinský                       |  |  |  |  |  |  |  |                                  |
|               |                                         |  |                        |                                                    |  |  |  |  |  |  |  |                                  |
|               | Alžběta Kinská z Vchynic a Tetova       |  |                        |                                                    |  |  |  |  |  |  |  |                                  |
|               |                                         |  |                        |                                                    |  |  |  |  |  |  |  |                                  |
|               |                                         |  |                        | Marie Josefa z Lichtenštejna                       |  |  |  |  |  |  |  |                                  |
|               |                                         |  |                        |                                                    |  |  |  |  |  |  |  |                                  |
|               | Georgina von Wilczek                    |  |                        |                                                    |  |  |  |  |  |  |  |                                  |
|               |                                         |  |                        |                                                    |  |  |  |  |  |  |  |                                  |
|               |                                         |  |                        | Jan Baptista Kinský z Vchynic a Tetova             |  |  |  |  |  |  |  |                                  |
|               |                                         |  |                        |                                                    |  |  |  |  |  |  |  |                                  |
|               | Oktavián Zdenko Kinský                  |  |                        |                                                    |  |  |  |  |  |  |  |                                  |
|               |                                         |  |                        |                                                    |  |  |  |  |  |  |  |                                  |
|               |                                         |  |                        | Iphigénia Terézia Dadányi de Gyülvész              |  |  |  |  |  |  |  |                                  |
|               |                                         |  |                        |                                                    |  |  |  |  |  |  |  |                                  |
|               | Norbertina Kinská                       |  |                        |                                                    |  |  |  |  |  |  |  |                                  |
|               |                                         |  |                        |                                                    |  |  |  |  |  |  |  |                                  |
|               |                                         |  |                        | György László Festetics de Tólna                   |  |  |  |  |  |  |  |                                  |
|               |                                         |  |                        |                                                    |  |  |  |  |  |  |  |                                  |
|               | Georgina Ernestina Festeticsová z Tolny |  |                        |                                                    |  |  |  |  |  |  |  |                                  |
|               |                                         |  |                        |                                                    |  |  |  |  |  |  |  |                                  |
|               |                                         |  |                        | Eugénia Barbara Erdödy de Monyorókerék et Monoszló |  |  |  |  |  |  |  |                                  |
|               |                                         |  |                        |                                                    |  |  |  |  |  |  |  |                                  |